# Hobbs (New Mexico)
Hobbs ist eine Stadt im Lea County des US-Bundesstaats New Mexico mit 37.764 Einwohnern.

## Geographie
Die 68 km² große Stadt liegt direkt an der Grenze zu Texas und nahe bei der  mexikanischen Stadt Chihuahua.

## Geschichte
Hobbs wurde nach James Isaac Hobbs benannt, einem Siedler der Gegend. 1928 fand man in Hobbs Erdöl.

### Einwohnerentwicklung
| Jahr | Einwohner¹ |
| ---- | ---------- |
| 1980 | 29.153     |
| 1990 | 29.115     |
| 2000 | 29.184     |
| 2010 | 34.201     |
| 2020 | 40.508     |

¹ 1980 - 2020: Volkszählungsergebnisse des US Census Bureau

## Persönlichkeiten
- Ryan Bingham (* 1981), Musiker
- Ronald Ross (* 1983), Basketballspieler
- Colt McCoy (* 1986), American-Football-Spieler